# Англосфера
Англосфера (енгл. Anglosphere) се односи на скуп нација у којима се говори енглески језик и које имају слично културно наслеђе, базирано на томе да им популације потичу са Британских острва (Енглеска, Велс, Шкотска и Ирска), и које данас одржавају блиске политичке и војне везе. Иако различити извори помињу различите земље, израз англосфера обично не укључује све земље где је енглески званични језик, мада нације које се најчешће убрајају су све некада биле део Британске империје. У свом најограниченијем смислу, израз покрива Уједињено Краљевство, Ирску, Сједињене Америчке Државе, Канаду (осим Квебек), Аустралију и Нови Зеланд.

## Преглед
Испод је дата табела која упоређује земље англосфере (подаци из 2014. године).
| Земља                     | Број становника | Површина (²) | Густина насељености (ст./²) | БДП (Милиони US$) | Главни град | Највећи град |
| ------------------------- | --------------- | ------------ | --------------------------- | -------------- | ----------- | ------------ |
| Уједињено Краљевство      | 63.742.977      | 243.610      | 262                         | 2.950.039      | Лондон      | Лондон       |
| Република Ирска           | 4.609.600       | 70.273       | 69                          | 250.814        | Даблин      | Даблин       |
| Сједињене Америчке Државе | 321.272.634     | 9.826.675    | 32                          | 17.348.075     | Вашингтон   | Њујорк       |
| Канада                    | 34.834.841      | 9.984.670    | 3                           | 1.785.387      | Отава       | Торонто      |
| Аустралија                | 22.507.617      | 7.741.220    | 3                           | 1.442.722      | Канбера     | Сиднеј       |
| Нови Зеланд               | 4.570.038       | 267.710      | 16                          | 197.502        | Велингтон   | Окланд       |
| Укупно                    | 449.212.219     | 28.134.158   | 16                          | 23.974.539     | —           | —            |

## Дефиниције
Израз ’англосфера’ је први пут скован, али не и експлицитно дефинисан, од стране научно-фантастичног писца Нила Стивенсона у књизи Дијаматско доба, објављеној 1995 године. Џон Лојд је усвојио термин 2000. године и дефинисао га као Сједињене Америчке Државе и Уједињено Краљевство заједно са земљама у којима се говори енглески: Канада, Аустралија, Нови Зеланд, Ирска, Јужна Африка и Британска Западноиндијска острва. Меријам-Вебстер речник дефинише англосферу као „земље света у којима су енглески језик и културне вредности предоминантне”. Скраћени Оксфорски речник енглеског језика користи дефиницију „група земаља где је енглески језик главни матерњи језик”.

## Заговорници
Амерички бизнисмен Џејмс Чарлс Бенет, заговорник идеје да постоји нешто посебно у вези са културним и правним традицијама нација у којима се говори енглески, пише у својој књизи из 2004. године Изазов англосфере:
Англосфера, као мрежа-цивилизација без одговарајуће политичке форме, има неминовно непрецизне границе. Географски, најгушћи чворови англосфере се налазе у Сједињеним Државама и Уједињеном Краљевству. Англофонске Канада, Аустралија, Нови Зеланд, Ирска и англофонска Јужна Африка (која чини веома малу мањину у тој земљи) су такође значајне популације. Англофонски Кариби, англофонска Океанија, англофонски образоване популације у Африци и Индији чине остале значајне чворове.— Џејмс Ч. Бенет.
Бенет тврди да постоје два изазова са којима се суочава његов концепт англосфере. Први је проналажење начина за савладавање брзог технолошког напретка, а други је геополитички изазови створени растућим раскораком између англофонског просперитета и економских борби на другим местима.
Британски историчар Ендру Робертс тврди да је англосфера била главна у Првом светском рату, Другом светском рату и Хладном рату. Он тврди да је англофонско јединство неопходно за пораз исламизма.
Према профилу из 2003. године у Гардијану, историчар Роберт Конквест је фаворизовао британски излазак из Европске уније у корист стварања „много лабавијег савеза нација у којима се говори енглески, познатог као ’англосфера’”.

## Критике
Мајкл Игнатијеф пише у размени са Робертом Конквестом, објављеној у , да термин занемарује еволуцију фундаменталних правних и културних разлика између САД и Уједињеног Краљевства и начине на које су британске и европске норме приближене током британског чланства у ЕУ кроз хармонизацију регулатива. О Конквестовом погледу на англосферу, Игнатијеф пише: „Он изгледа верује да би Британија требало да се повуче из Европе или да одбије све даље мере сарадње што би угрозило европска стварна достигнућа. Он жели да Британија окуша судбину са унијом народа који причају енглески, а ја сматрам то романтичном илузијом.”